# Echobrain
Echobrain fue un grupo musical de rock estadounidense que llegó a la prominencia como la primera oferta del exbajista de Metallica, Jason Newsted desde que dejó esta última. Echobrain se formó en 2000 por Newsted, Brian Sagrafena y Dylan Donkin que tuvieron contacto cercano con otros a finales de los años 90, después de haberse conocido en una fiesta de Super Bowl en casa Newsted en 1995. En un viaje a Baja California, México, Sagrafena y Donkin grabaron algunos demos en bruto que, cuando llegaron a casa,  Newsted se interesó en los demos, quien se ofreció a ayudar en el bajo y ayudar a las canciones. En mayo de 2000, entraron en un estudio para grabar las demos más profesionalmente, con la ayuda de varios músicos como, el entonces colega y guitarrista de Metallica, Kirk Hammett, y Jim Martin guitarrista de Faith No More.
Echobrain también aparece en el documental Some Kind of Monster (documental), de Metallica, donde se les muestra unos minutos tocando en vivo.
- Datos: Q2521123